# Liste der Baudenkmale in Wollin (Fläming)
In der Liste der Baudenkmale in Wollin sind alle Baudenkmale der brandenburgischen Gemeinde Wollin und ihrer Ortsteile aufgelistet. Grundlage ist die Veröffentlichung der Landesdenkmalliste mit dem Stand vom 31. Dezember 2020. Die Bodendenkmale sind in der Liste der Bodendenkmale in Wollin (Fläming) aufgeführt.

## Baudenkmale
In den Spalten befinden sich folgende Informationen:
- ID-Nr.: Die Nummer wird vom Brandenburgischen Landesamt für Denkmalpflege vergeben. Ein Link hinter der Nummer führt zum Eintrag über das Denkmal in der Denkmaldatenbank. In dieser Spalte kann sich zusätzlich das Wort Wikidata befinden, der entsprechende Link führt zu Angaben zu diesem Denkmal bei Wikidata.
- Lage: die Adresse des Denkmales und die geographischen Koordinaten. Link zu einem Kartenansichtstool, um Koordinaten zu setzen. In der Kartenansicht sind Denkmale ohne Koordinaten mit einem roten beziehungsweise orangen Marker dargestellt und können in der Karte gesetzt werden. Denkmale ohne Bild sind mit einem blauen bzw. roten Marker gekennzeichnet, Denkmale mit Bild mit einem grünen beziehungsweise orangen Marker.
- Bezeichnung: Bezeichnung in den offiziellen Listen des Brandenburgischen Landesamtes für Denkmalpflege. Ein Link hinter der Bezeichnung führt zum Wikipedia-Artikel über das Denkmal.
- Beschreibung: die Beschreibung des Denkmales
- Bild: ein Bild des Denkmales und gegebenenfalls einen Link zu weiteren Fotos des Baudenkmals im Medienarchiv Wikimedia Commons

### Wollin
| ID-Nr.            | Lage                  | Bezeichnung                                                        | Beschreibung | Bild                                                               |
| ----------------- | --------------------- | ------------------------------------------------------------------ | --- | ------------------------------------------------------------------ |
| 09190542 Wikidata | Hauptstraße 68 (Lage) | Dorfkirche                                                         | Die evangelische Dorfkirche wurde in schlichtem preußischen Barock im Jahre 1751 errichtet. Im Inneren befindet sich eine Putzdecke und eine Empore in Hufeisenform. Das Pastoren- und Pfarrgestühl ist vergittert. Auf dem Kirchhof befindet sich ein Kriegerdenkmal für die Gefallenen des Ersten Weltkriegs. | weitere Bilder                                                     |
| 09191130          | Hauptstraße 68 (Lage) | Pfarrgehöft, bestehend aus Pfarrhaus, zwei Nebengebäuden und Mauer | | Pfarrgehöft, bestehend aus Pfarrhaus, zwei Nebengebäuden und Mauer |